# 前天
前天，指昨日之前的一整日，已經成為過去，是歷史的一部分。

## 描述
在口语中，「前天的前一天」常被称为「大前天」，而「大前天的前一天」則称为「大大前天」，以此类推；不過，在書面語上，「大大前天」、「大大大前天」……等應分別以「四日前」、「五日前」……等來表達。
「前天」原本僅指「前日的上午至下午時段」，而「前天的夜晚」則概稱為「前晚」。